# 郑小龙
郑小龙，中华人民共和国政治人物、外交官。
巴勒斯坦实行自治后，中国于1995年12月在加沙设立驻巴民族权力机构办事处。1995年，郑小龙担任首位中华人民共和国驻巴勒斯坦民族权力机构办事处主任。1997年，由刘志海接任。